# Hoplostethus druzhinini
Hoplostethus druzhinini är en fiskart som beskrevs av Kotlyar, 1986. Hoplostethus druzhinini ingår i släktet Hoplostethus och familjen Trachichthyidae. Inga underarter finns listade i Catalogue of Life.